# Madonna col Bambino (Bussolo)
La statua della Madonna col Bambino è un'opera lignea realizzata da Pietro Bussolo e conservata nel santuario della Madonna del Giglio a Nese frazione di Alzano Lombardo in provincia di Bergamo.

## Storia
La statua della Madonna col Bambino fu citata per la prima volta nel 2006 da Simone Facchinetti come opera del XVI secolo di anonimo scultore lombardo, e attribuita a Pietro Bussolo da Marco Albertario.

L'opera lignea non fu citata nell'inventario della chiesa della visita pastorale di san Carlo Borromeo del 1575, cosa molto particolare perché i suoi atti sono stati molto specifici per ogni chiesa da lui visitata, ma è indicata per la prima volta negli atti della visita del vescovo Pietro Luigi Speranza del 1865. Il santuario fu costruito nel 1668 ampliando un precedente oratorio quattrocentesco che era stato visitato dal Borromeo. Tutto questo porterebbe alla conclusione che l'opera con molta probabilità. provenga da un'altra chiesa, forse quella parrocchiale dedicata a san Giorgio, o forse dalla chiesa della Natività di Maria fondata nel 1445 dove vi era un altare dedicato all'Immacolata Concezione che era adorno di un polittico, opera dei Marinoni malamente ricomposto, dove vi sono almeno due alloggiamenti mancanti di statue. I Marinoni avevano collaborato anche per altre opere con il Bussolo.
La statua è stata restaurata nel 2015 da Luciano Gritti con la direzione di Amalia Pacia.

## Descrizione

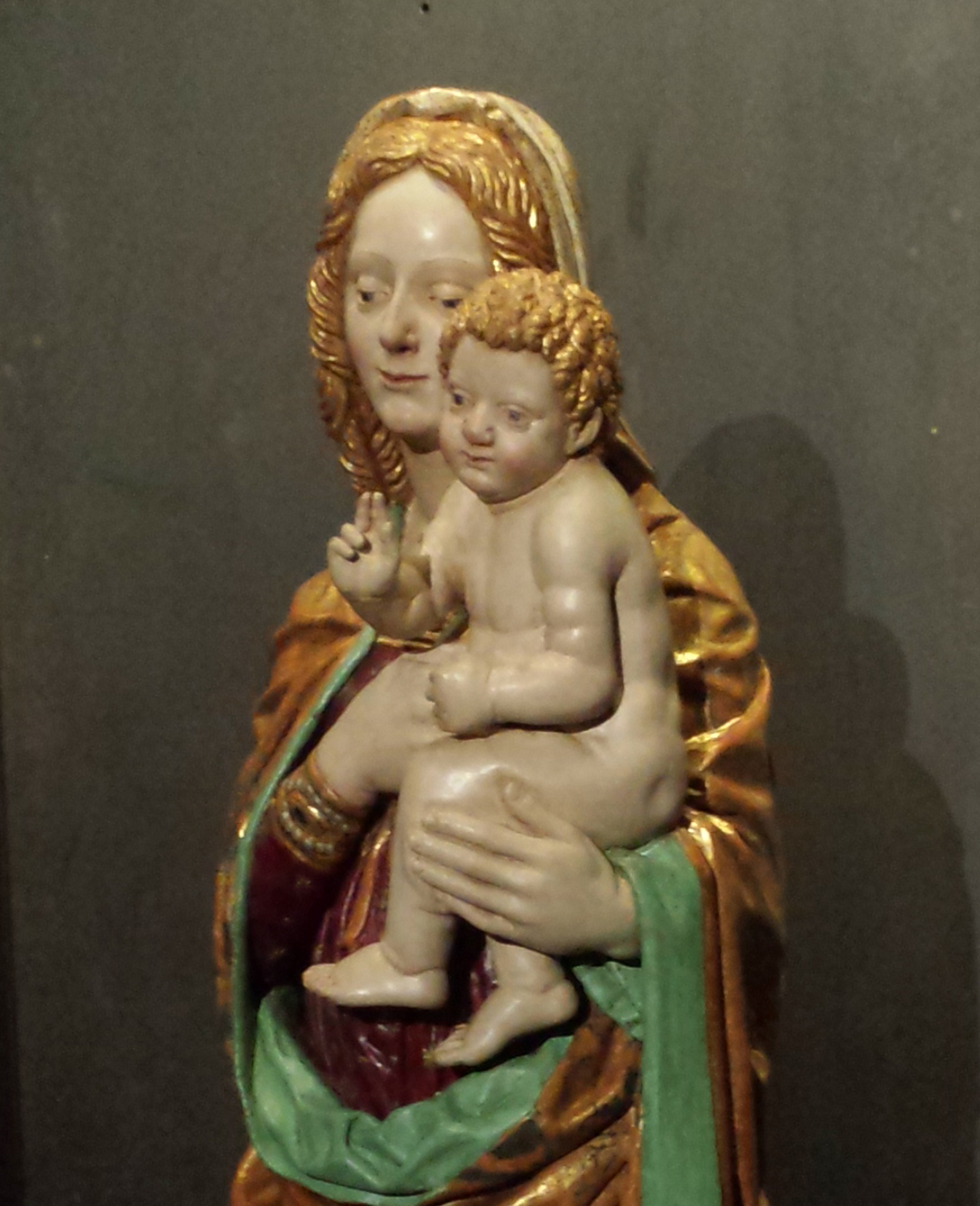
Dettaglio della scultura

L'opera è realizzata in un unico tronco di legno di tiglio. Il manufatto non è a tutto tondo essendo nella parte posteriore svuotata perché doveva essere inserita in una nicchia d'altare. La Madonna tiene il Bambino benedicente tra le braccia, nella raffigurazione tipica dell'arte milanese della fine del XV secolo. La plasticità e il panneggio con le cordonature che avvolgono completamente la figura la avvicinerebbero ad Agostino de Fondulis e al dipinto Uomini d'arme di casa Visconti-Panigarola del Bramante, personaggi che l'artista aveva incontrato nella Chiesa di Santa Maria presso San Satiro prima di realizzare l'ancona della natività nel 1492. La pittura del mantello con la ricchezza di elementi, di disegni e di ornamenti è possibile solo grazie alla formazione dell'opera a più piani, una finezza che lo avvicina al Leonardo tanto da meritare una citazione alla prima versione della Vergine delle Rocce, forse prima e unica volta per una scultura lignea.
La Madonna è dipinta nella ricca policromia delle lussuose vesti che la trasformano in una dama della corte degli Sforza. Il mantello dipinto ad imitazione del tessuto di velluto blu allucciolato, presenta il disegno del cardo con una foglia polilobata decorata da fiori a cinque petali. La doratura dei polsini e del bordo della tunica ricamata con fili di perle rese realistiche dalle pennellate scure che riproducono ombre. Il viso sereno dalla Vergine è incoronato da una pettinatura dorata composta. Il Bambino ha l'espressione felice e guarda verso il basso, segno evidente che la statua doveva essere posta piuttosto in alto.
Il restauro ha evidenziato alcune particolarità del lavoro. L'opera riprende alcuni aspetti tecnici del Gioacchino profeta esposto al museo Les Arts Décoratifs di Parigi. La pittura presenta una omogeneità da far considerare che sia stata eseguita da un unico soggetto e realizzata nel periodo tra il 1490 e il 1495, periodo che la presenza del Bussolo viene documentata a Nese.